# Манометр диференційний

Умовна графічна познака дифманометра на принципових схемах

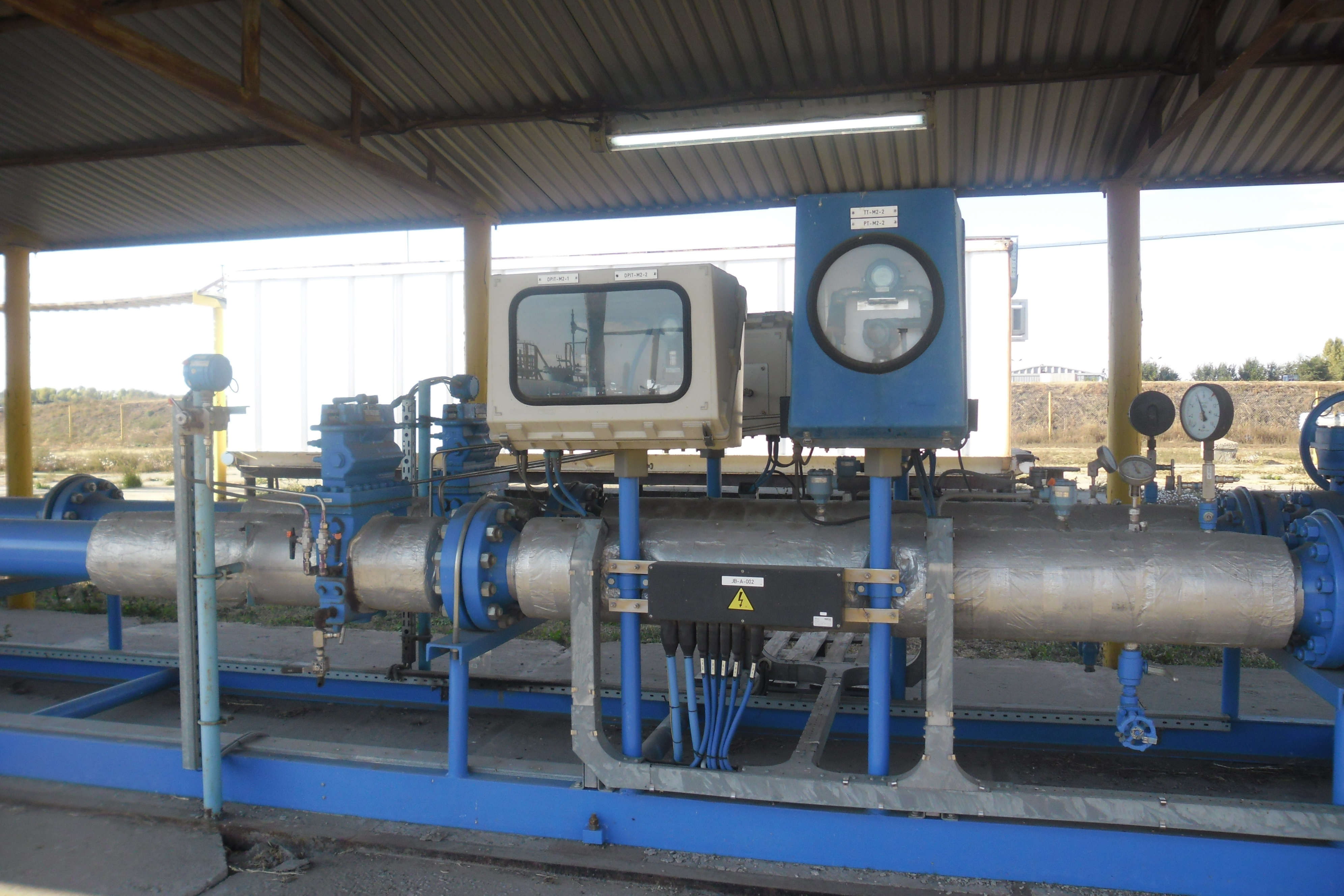
Монтаж дифманометра на об'єкті.

Мано́метр диференці́йний (рос. манометр дифференциальный; англ. differential manometer; нім. Differenzdruckmessgerät n, Differenzdruckmesser m) — манометр для вимірювання різниці двох тисків.

## Конструкція

Тут тиск впливає на чутливий елемент з двох сторін, ці прилади мають два вхідних штуцери для подачі більшого (+Р) і меншого (- Р) тиску.
Дифманометри можна розділити на дві основні групи:
- рідинні і
- пружинні (деформаційні).

За видом чутливого елемента серед пружинних найпоширеніші мембранні (рис. а), сильфонні (рис. б), серед рідинних — дзвонові (рис. в).
Мембранний блок (рис. а) звичайно заповнюється дистильованою водою.
Дзвонові дифманометри, у яких чутливим елементом є дзвін, частково занурений догори дном у трансформаторне масло, є найбільш чутливими. Вони застосовуються для вимірювання невеликих перепадів тиску в межах 0 — 400 Па, наприклад, для контролю вакууму в топках сушильних і котельних установок.
Розглянуті дифманометри належать до безшкальних, реєстрація контрольованого параметра здійснюється вторинними приладами, на які надходить електричний сигнал від відповідних перетворювачів переміщення.